# Åke V. Ström
Åke Viktor Ored Ström, född den 28 februari 1909 i Karlskrona, död den 20 augusti 1994 i Kista, var en svensk teolog. Han var dotterson till Ored Palm, son till Tord Ström och bror till Ingmar Ström.
Ström avlade studentexamen i Stockholm 1927, filosofie kandidatexamen vid Stockholms högskola 1930, teologie kandidatexamen vid Uppsala universitet 1935 och teologie licentiatexamen 1940. Han var lärare vid Sigtunaskolan 1932–1933 samt vid Uppsala högre elementarläroverk för flickor 1935–1948. Ström prästvigdes 1936 och var kyrkoherde i Österhaninge församling 1945–1965. Han promoverades till teologie doktor 1945. Ström var docent i religionshistoria med religionspsykologi vid Uppsala universitet 1945–1968 och vid Lunds universitet 1968–1975. Han var tillförordnad professor i Uppsala 1955 och 1956, i Lund 1972 och 1974, förklarades kompetent till professor i religionshistoria vid Stockholms högskola 1957, var gästprofessor vid University of California Santa Barbara 1982 och föreläsare vid Åbo akademi 1984. Ström var lektor vid Fredrika Bremerskolan 1965–1975 (tjänstledig 1968–1975). Han var medarbetare i Svenska Dagbladet 1937–1961, sekreterare i Bibeltjänst 1937–1968, ordförande i Riksföreningen den öppna dörren 1965–1984 samt sekreterare i Svenska samfundet för religionshistorisk forskning 1976–1990 (styrelseledamot från 1956). Ström blev ledamot av Nordstjärneorden 1963.